# Lincoln City F.C.
Lincoln City Football Club – jest to angielska drużyna piłkarska grająca obecnie w League One. Zespół rozgrywa swoje mecze na mogącym pomieścić 10,127 widzów Sincil Bank. Przydomek klubu: The Imps (Skrzaty) pochodzi prawdopodobnie od kamiennej figurki znajdującej się w katedrze miejskiej. Lincoln tradycyjnie gra w czerwono-białych koszulkach w paski,  czarnych spodenkach i czerwono-białych getrach.
W 2011 roku klub zajął przedostatnie – 23.miejsce w League Two i spadł do Conference.

## Sukcesy
- finał Football League Group Trophy: 1982/83
- 5. miejsce w Division Two: 1901/02

## Klubowe rekordy
- Najwięcej meczów: 469 – Grant Brown, 1989-2002
- Najwięcej goli: 143 – Andy Graver, 1950-61
- Największa frekwencja kibiców: League Cup: 23,196 v Derby County, 15 listopada 1967
- Najdrożej sprzedany zawodnik: £500,000 za Garetha Ainswortha do Port Vale, 11 września 1997
- Najdrożej kupiony zawodnik:
  - £75,000 Dean Walling z Carlisle United, 1 września 1997
  - £75,000 Tony Battersby z Bury, 13 sierpnia 1998
- Najlepszy strzelec w jednym sezonie
  - Allan Hall – 41 bramek – 1931/32